# Негруль, Александр Михайлович
Александр Михайлович Негру́ль (1900—1971) — украинский советский учёный в области генетики и селекции винограда, по определению Н. И. Вавилова — «король винограда».

## Биография
Родился 12 (25 декабря) 1900 года в Полтаве (ныне Украина).
В 1926—1929 годах учился в аспирантуре при кафедре генетики и селекции, исследования по цитологии межвидовых гибридов винограда.
В 1931—1932 годах — руководитель отдела селекции ВНИИ виноградарства и виноделия в Тбилиси. Был приглашен как учёный специалист в ВИР, затем стал заведующим секции виноградарства. Изучал среднеазиатские сорта, проводил селекционные скрещивания, используя коллекцию винограда Среднеазиатской опытной станции. Работал совместно с Я. Ф. Кацем, П. А. Барановым и И. А. Райковой. Совместно с известным виноградарем М. С. Журавлем им были выведены уникальные: Ранний ВИРа, Мускат узбекистанский и Победа. За выведение этих сортов авторы были удостоены Государственной премии.
В 1936 году Негруль опубликовал монографию «Генетические основы селекции винограда». В 1938 году он защитил докторскую диссертацию. В конце 1930-х годов разрабатывал генеалогическую классификацию сортов европейско-азиатского происхождения.
В общей сложности проработал в ВИРе 18 лет, из которых 8 — под руководством Н. И. Вавилова.
В 1944 году был избран заведующим кафедры виноградарства и виноделия МСХА имени К. А. Тимирязева.
Среди его учеников — 40 кандидатов наук, 3 доктора и многих крупных специалистов виноградных хозяйств.
Руководил студенческим научным кружком, и несколько лет возглавлял секцию виноградарства ВАСХНИЛ.
В 1950—1960 годах избирался почетным доктором учреждений Венгрии и Италии.
Всего период научной деятельности А. М. Негруль опубликовал более 300 работ и вывел более 30 сортов винограда.
Умер 25 июля 1971 года. Похоронен в Москве в колумбарии Новодевичьего кладбища.

## Награды и премии
- орден Ленина — за заслуги перед отечеством в области виноградарства
- медали и Почётные грамоты[3].
- Сталинская премия третьей степени (1948) — за создание новых ценных сортов винограда: «Победа», «Ранний ВИР», «Мускат Узбекистанский»

## Научные труды
- «Генетические основы селекции винограда» (1936)
- «Селекция винограда в СССР» (1955)
- «Виноградарство с основами ампелографии и селекции» (1959)
- «Подбор земель и сортов для виноградников» (1964)
- «Виноградарство и виноделие» (1968)
- «Ампелография с основами виноградарства» (1979)